# Choumen
Pour la division administrative, voir Choumen (oblast).
Choumen (en bulgare : Шумeн, translittération internationale Šumen ; translittération SBOTCC : Shumen ; en turc : Şumnu) est une ville du Nord-Est de la Bulgarie, chef-lieu de l'oblast de Choumen et, au sein de celui-ci, de l'obština de Choumen.
On trouve aussi, dans les textes anciens, les noms de Choumla et Schumla.
Entre 1950 et 1965, Choumen fut appelée Kolarovgrad.
La cité était déjà importante au Moyen Âge comme en témoigne sa forteresse, mais ce sont les Turcs qui ont intensifié le développement de Choumla, nom qu'ils avaient donné à la ville. Rebaptisée Choumen par la suite, l'urbanisation s'y est poursuivie dans plusieurs styles, dont celui de la période communiste qui, pour une fois, n'a pas été fatal en structurant la ville de belle manière. Parallèlement, Choumen devint le centre de la civilisation ottomane de la région.
La ville compte une population de 86 290 habitants (2010) dont 20 % sont turcophones. Elle est par le nombre d'habitants la dixième ville de Bulgarie.

## Étymologie
La cité fut mentionnée pour la première fois en 1153 sous le nom de Šimeonis par le voyageur arabe Idrisi. Le nom vient probablement du bulgare shuma « forêts (caduques) », bien que quelques-uns pensent (Konstantin Jireček)[réf. nécessaire] que le nom viendrait de l'empereur bulgare Siméon Ier de Bulgarie, aussi connu sous le nom de Simeon le Grand. Au cours des temps suivants, la cité est mentionnée sous diverses variantes, comme Şumena, Şumna, Şumular, Sumunum, Şumnu ou encore Şumen.

## Géographie
La ville se situe à 80 kilomètres à l'ouest de Varna au sein d'un groupe de collines, à la périphérie nord de l'Est des montagnes des Balkans qui se courbent autour d'elle à l'ouest et au sud, prenant la forme d'un fer à cheval. Un ravin grossier coupe le sol longitudinalement à l'intérieur de la crête de ce fer à cheval. Des routes rayonnent de Choumen, au nord vers les villes de Roussé, Silistra et Dobroudja, au sud à travers les passages des montagnes des Balkans, et à l'est vers Varna et Baltchik.

## Histoire
Au XIXe siècle, Choumla était la principale place d'armes des Ottomans en Europe. Selon Cyprien Robert, la ville comptait, en 1844, 60 000 habitants dont 30 000 Turcs et 5 à 6 000 Bulgares ; le reste de la population se composait de Grecs, d'Arméniens et de Juifs.
En 1878, Choumen devient une partie de la Bulgarie nouvellement indépendante de l'Empire ottoman.

## Patrimoine local
- Basilique de la Sainte Ascension
- Cathédrale orthodoxe des Trois Grands Saints
- Palais Salva Barbera des Arts Musicaux
- Musée des Chevaux de Kabiuk

### Le cavalier de Madara

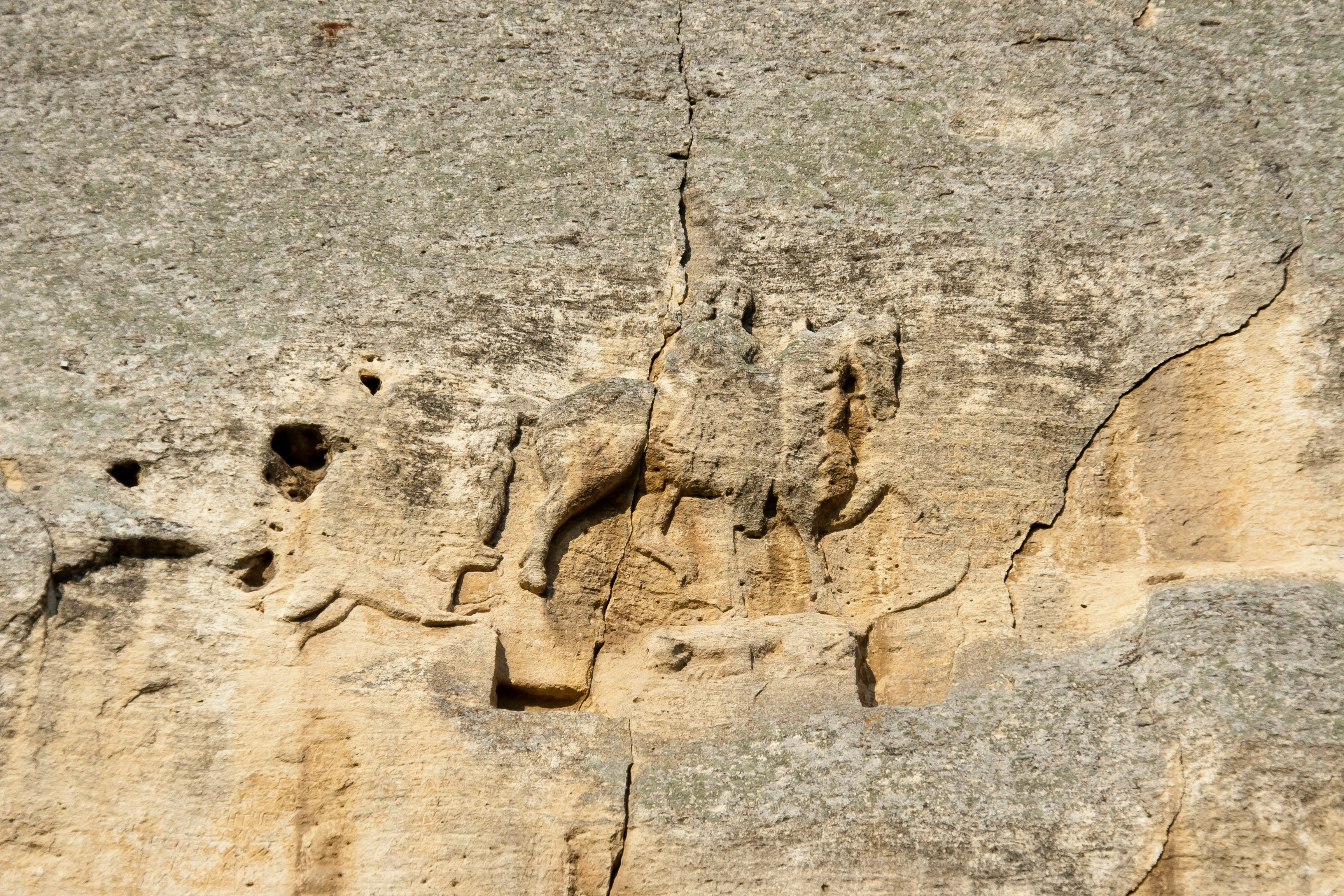
Le cavalier de Madara.

Le cavalier de Madara est un large rocher sculpté sur le plateau de Madara, à l'est de Choumen.
Le relief représente un superbe cavalier à 23 mètres au-dessus du sol, sur une falaise quasiment verticale de 100 mètres de haut. Le cavalier enfonce une lance dans un lion se trouvant au pied de son cheval. Un chien court après le cavalier.
Généralement attribué aux anciens Bulgares, ce monument est daté de 710, sous le règne du khan Tervel, les inscriptions figurant à proximité relatant des événements survenus entre 705 et 831.
Le cavalier de Madara est inscrit sur la liste du patrimoine mondial de l'UNESCO depuis 1979.
C'est également l'image gravée sur la face des pièces de monnaie bulgares.

### La forteresse de Choumen

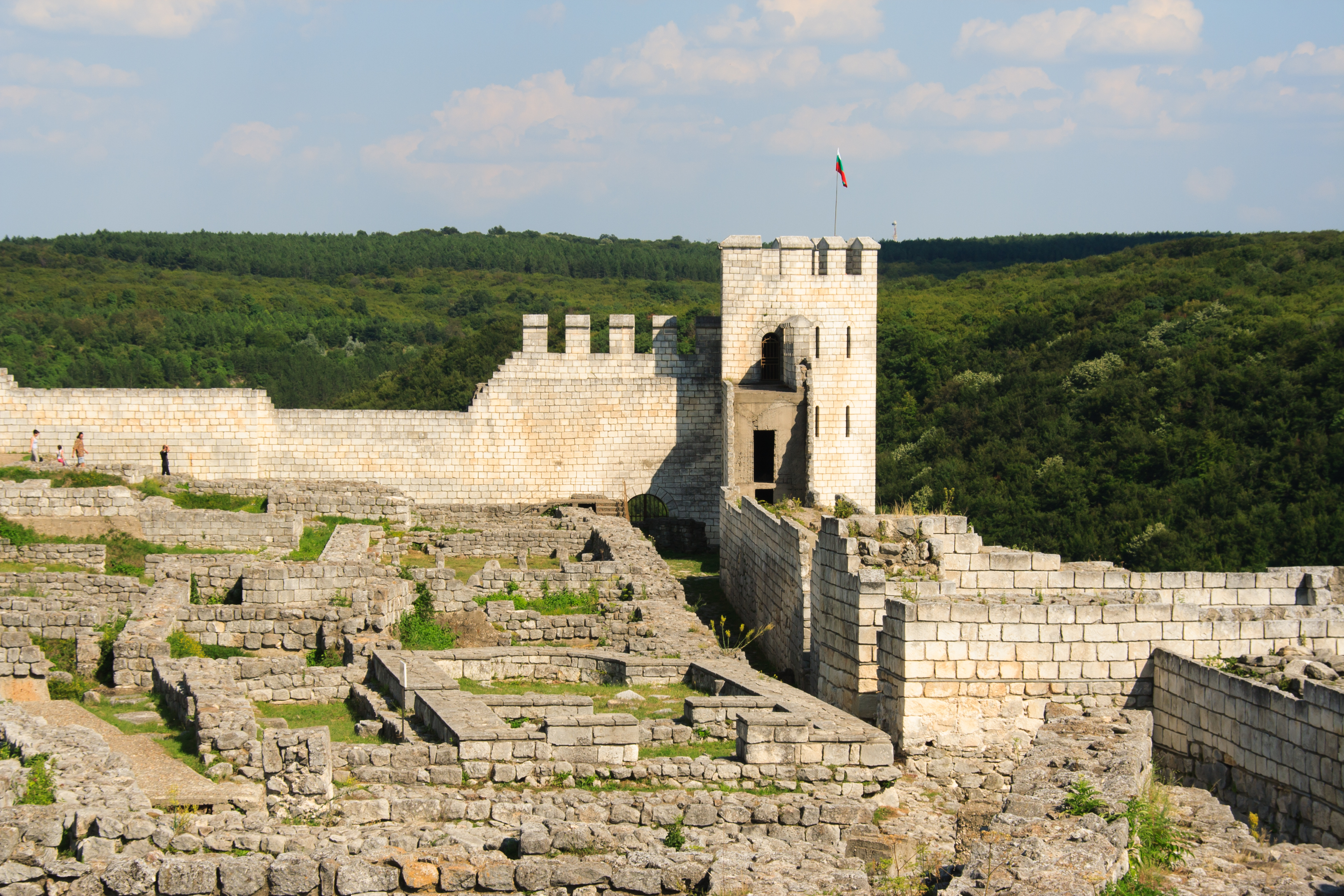
Forteresse de Choumen.

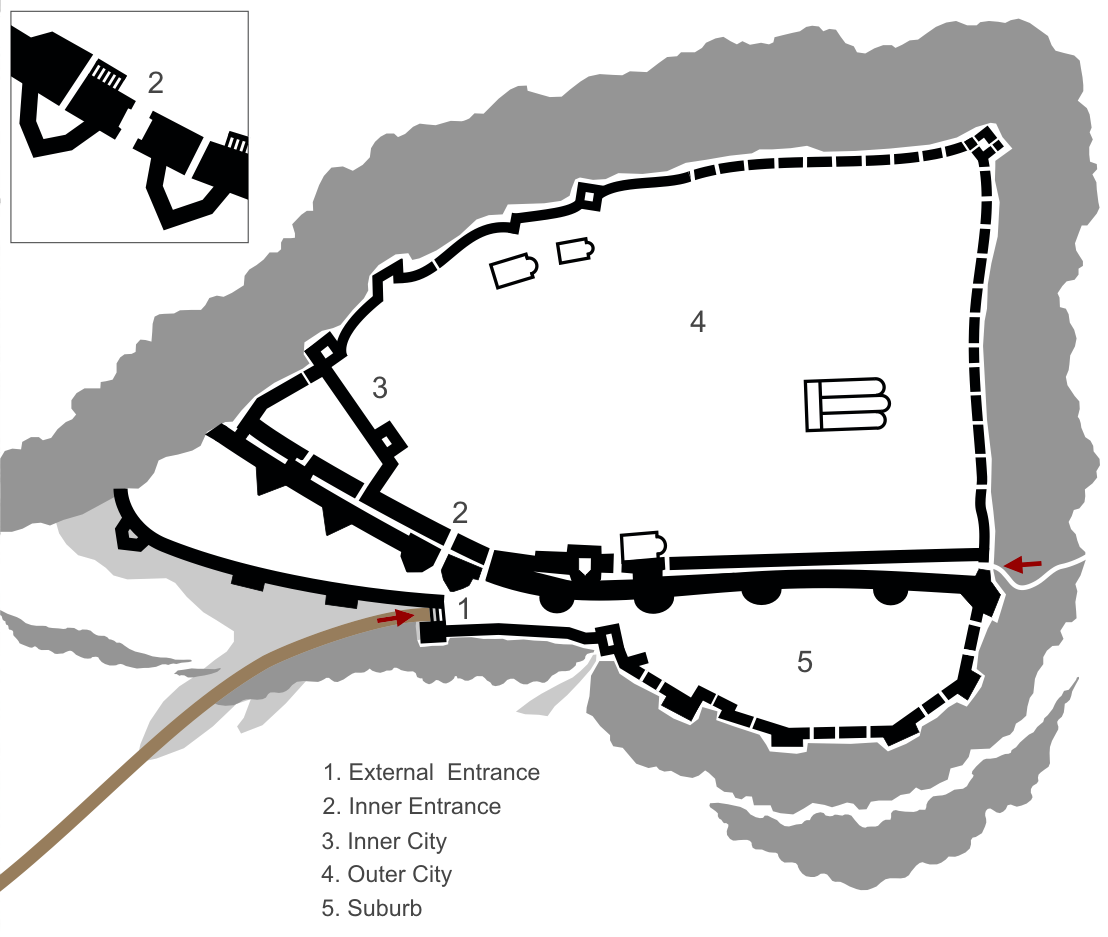
Plan de la forteresse de Choumen.

La forteresse de Choumen, partiellement restaurée après avoir été détruite dans le passé par les Ottomans, est un monument important de l'Empire Bulgare médiéval. Elle se situe non loin de la cité, surmontant cette dernière, sur le plateau de Choumen.
Des études archéologiques, conduites en 1957, 1961 et 1987, ont permis de déterminer les périodes de construction de la forteresse ainsi que les modes de vie de ses habitants. Ainsi, dès le XIIe siècle av. J.-C., exista un premier fort entourant les parties accessibles de cette zone qui possédait un mur de pierre brute épais de près de deux mètres. Au Ve siècle av. J.-C. un second mur fut construit devant le premier avant que les Romains, au IIe siècle de notre ère, ne construisent une forteresse militaire dans les ruines thraces. Le mur était déjà lié au moyen de mortier et une tour fut construite au-dessus de la porte, une autre tour carrée construite à l'ouest et une semi-circulaire au sud. Au cours des IVe – Ve siècle, la colline entière fut fortifiée au moyen d'un nouveau mur dôté de neuf tours. Enfin, entre le VIIIe et Xe siècles la forteresse fut rénovée. Pour ce faire le mur romain et ses tours furent utilisés et un nouveau mur doté de deux tours fut construit au nord-est.
En 1388, le sultan Mourad Ier força la cité à capituler face à l'Empire ottoman. Après la croisade raté de Ladislas III Jagellon's en 1444, la ville-forteresse fut détruite par les Ottomans et déplacée à son emplacement actuel.

### La mosquée Tomboul

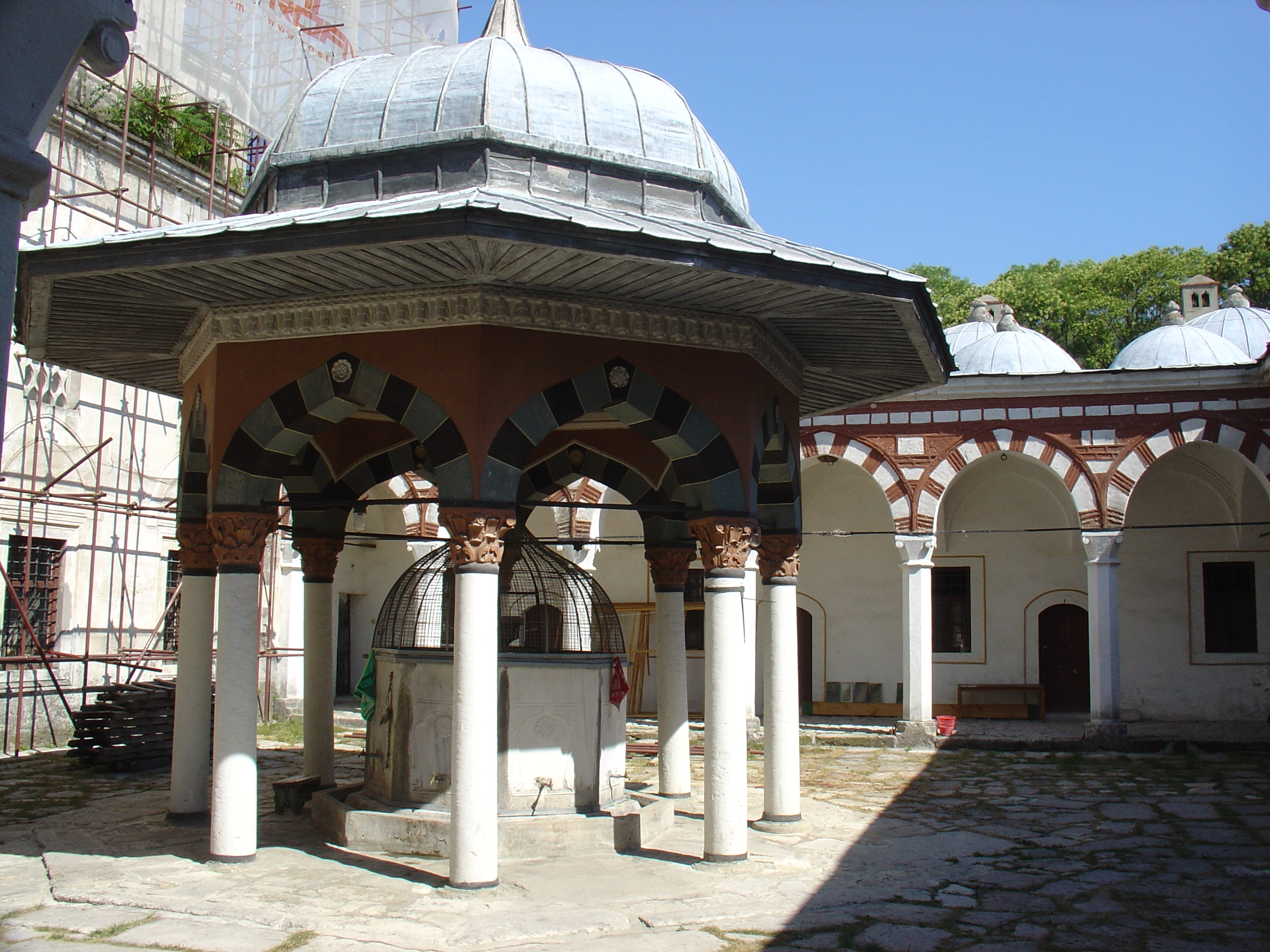
La cour intérieure de la mosquée de Tombul.

La mosquée Tombul est le plus grand et le mieux conservé des monuments de la culture turco-musulmane en Bulgarie. Elle fut construite entre 1740 et 1744 sur l'initiative d'Halil Pacha et se trouvait alors dans le centre-ville.
Son nom vient de la forme de son dôme. Elle se compose d'une pièce principale (une salle de prière), d'une cour et d'une médersa comprenant douze pièces.
C'est la plus grande mosquée de Bulgarie et la seconde plus grande mosquée des Balkans.

### Monument aux 1300 ans de la Bulgarie

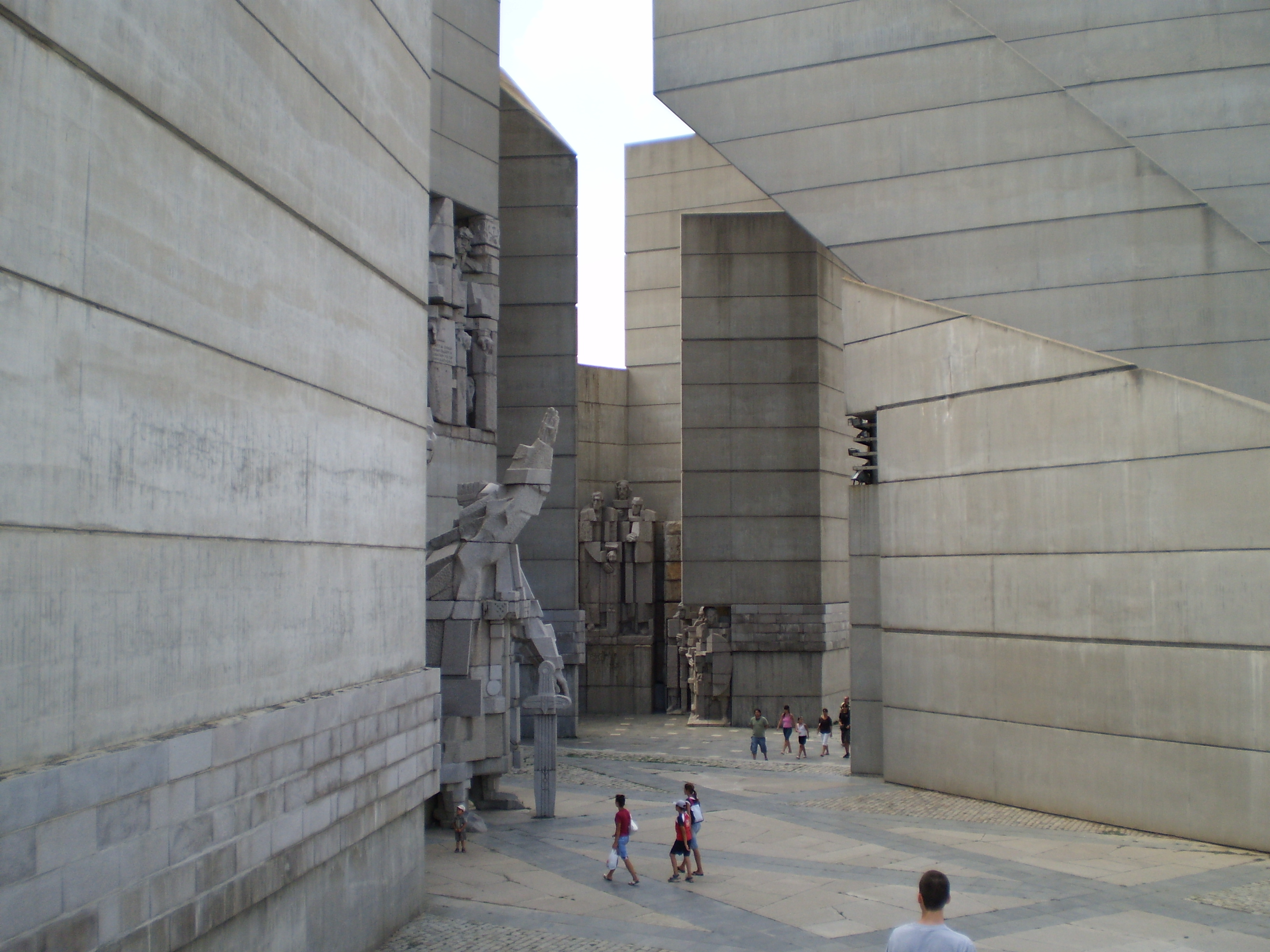
Vue du Monument aux 1300 ans de la Bulgarie.

Le monument aux 1300 ans de la Bulgarie (également connu sous le nom de Monument des Fondateurs de l’État Bulgare) est un monument commémoratif anniversaire qui se situe sur un plateau rocheux surplombant la ville de Choumen. Il est généralement considéré comme étant le seul monument au monde à dépeindre l'histoire de tout un pays, de sa création à l'époque moderne.
Il fut construit en 1981 à l'occasion du 1300e anniversaire du Premier Empire bulgare.
Conçu dans le style cubique par les sculpteurs bulgares Krum Damyanov et Ivan Slavov, le monument est construit en béton. On y accède depuis Choumen par un escalier processionnel (en béton lui aussi) ou par la route.
Il se trouve à une altitude de 450 m et peut être vu jusqu'à 30 km.

## Personnalités liées à la commune
- Dobri Voynikov (en) (1833–1878), écrivain
- Vassil Droumev, dit Kliment Tarnovski (1841–1901), religieux et homme politique, deux fois ministre de Bulgarie
- Yusuf İsmail (en) (1857–1898), lutteur
- Stoyan Danev (1858–1949), homme politique, deux fois Premier ministre de Bulgarie
- Racho Petrov (1861–1942), général et homme politique bulgare
- Vasil Kolarov (1877–1950), homme politique et leader communiste
- Ahmet Fikri Tüzer (1878–1942), Premier ministre de Turquie pour un jour (8–9 juillet 1942), né dans ce qui était alors Şumnu
- Solomon Goldstein (en), (1884–1968), homme politique
- Pancho Vladigerov (1899–1978), compositeur, pédagogue et pianiste
- Ivan Dochev (en) (1906–2005), homme politique anti-communiste
- Veneta Vicheva (bg) (1931–2013), directeur de chorale
- Hacho Boyadzhiev (en) (né en 1932), réalisateur pour le cinéma
- Todor Kolev (en) (1939-2013), acteur bulgare
- Maxim Behar (en) (né en 1955), expert en relations publiques
- Yanko Rusev (1958-), haltérophile, champion olympique
- Ivan Ivanov (1971-), champion olympique d'haltérophilie
- Nikolay Gunderov (bg) (né en 1974), dramaturge, metteur en scène, poète, et acteur

## Villes jumelles
Shumen est jumelée avec :
- Debrecen, Hongrie
- Zhengzhou, Chine
- Mâcon, France
- Adapazarı, Turquie
- Tulcea, Roumanie
- Podolsk, Russie
- Kherson, Ukraine

## Honneurs
Le pic de Choumen dans l'Île Livingston, dans les Îles Shetland du Sud, en Antarctique, est nommé d'après la ville de Choumen. Les faces des pièces de monnaie bulgares sont les mêmes que le sceau de Choumen, reproduisant le Cavalier de Madara, situé à 1 km de la ville.

## Galerie

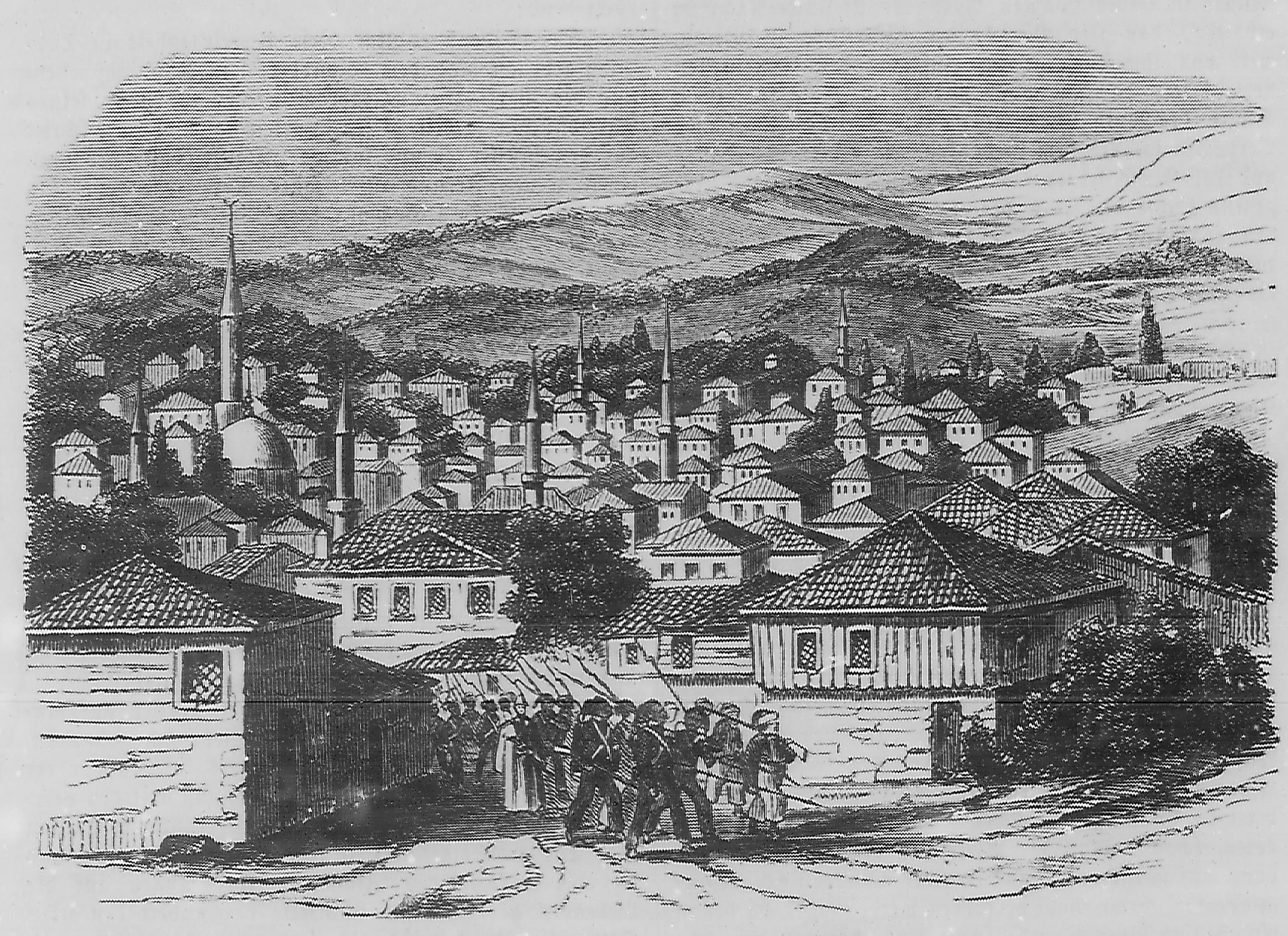
Choumen, 1853.
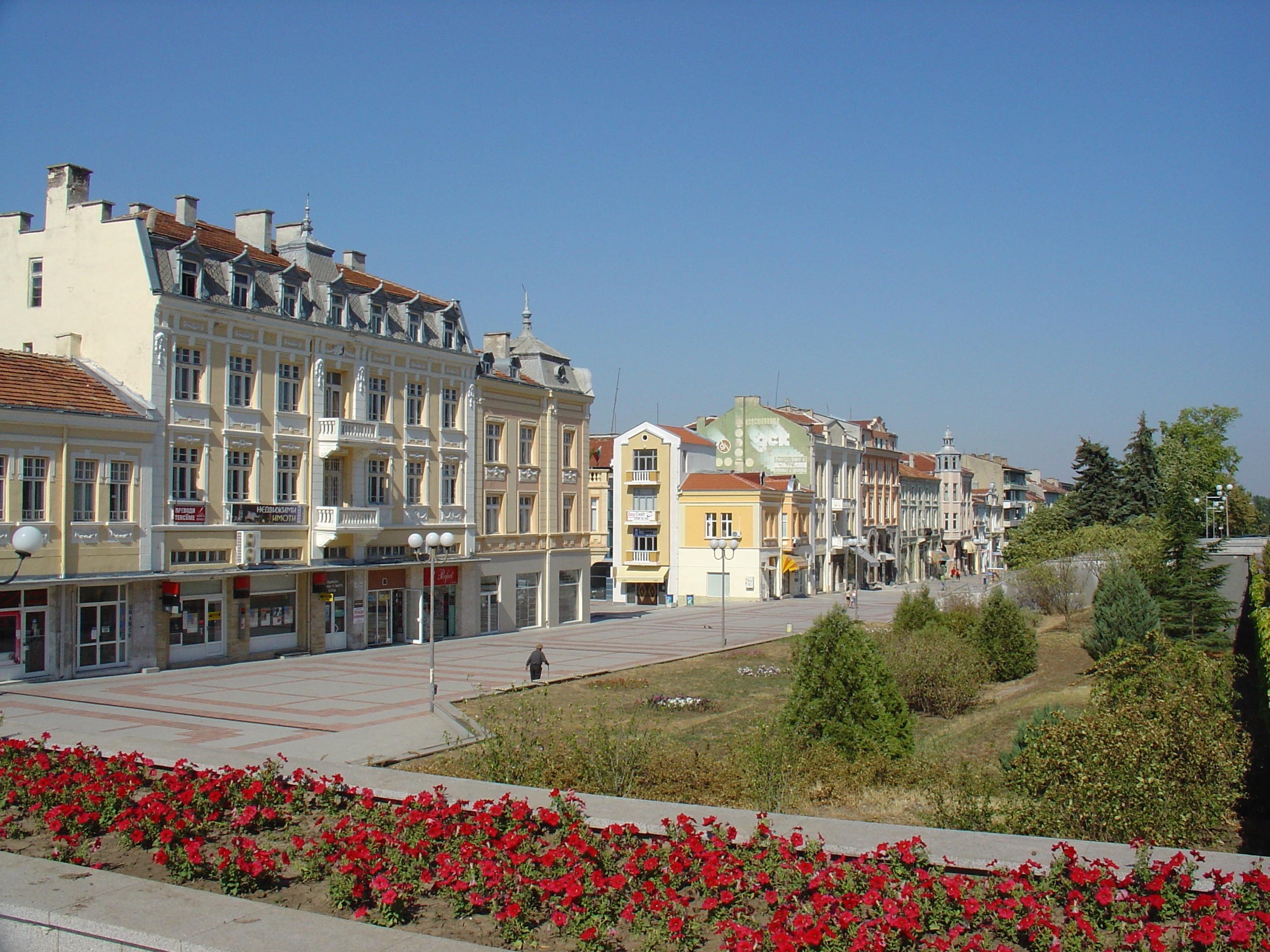
« Boulevard slave » central.
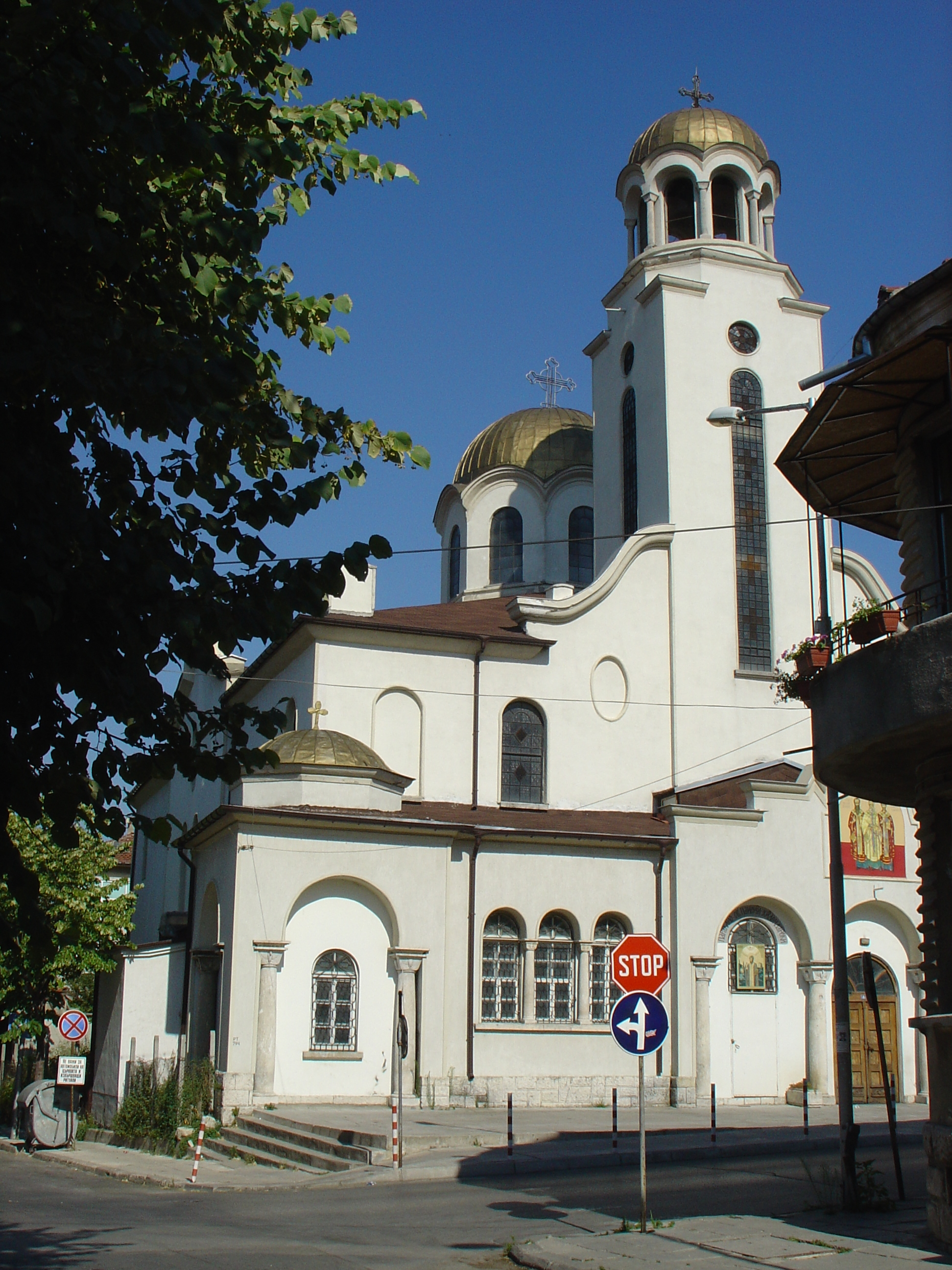
Une église.
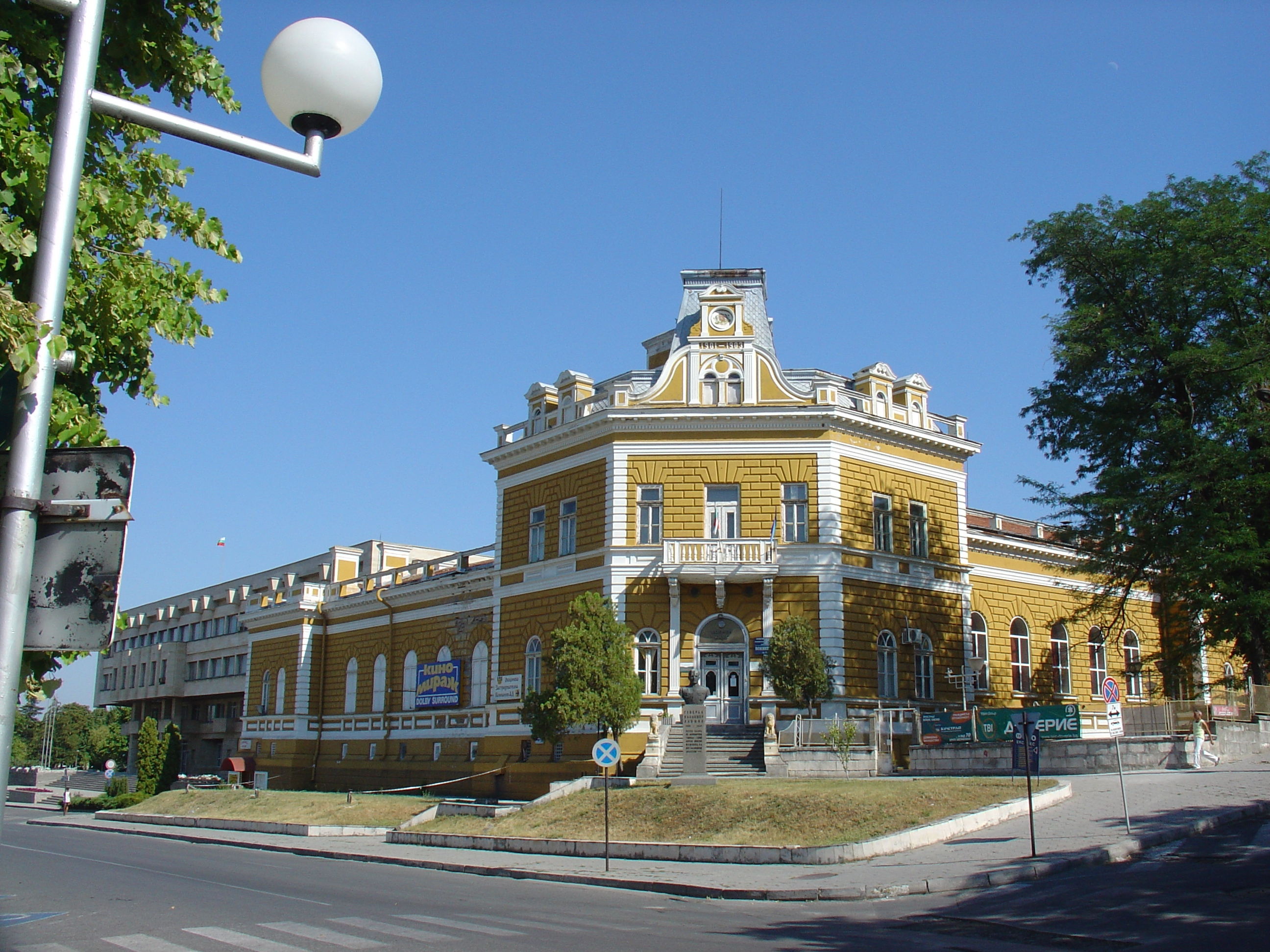
Le club militaire (avec une salle de cinéma).
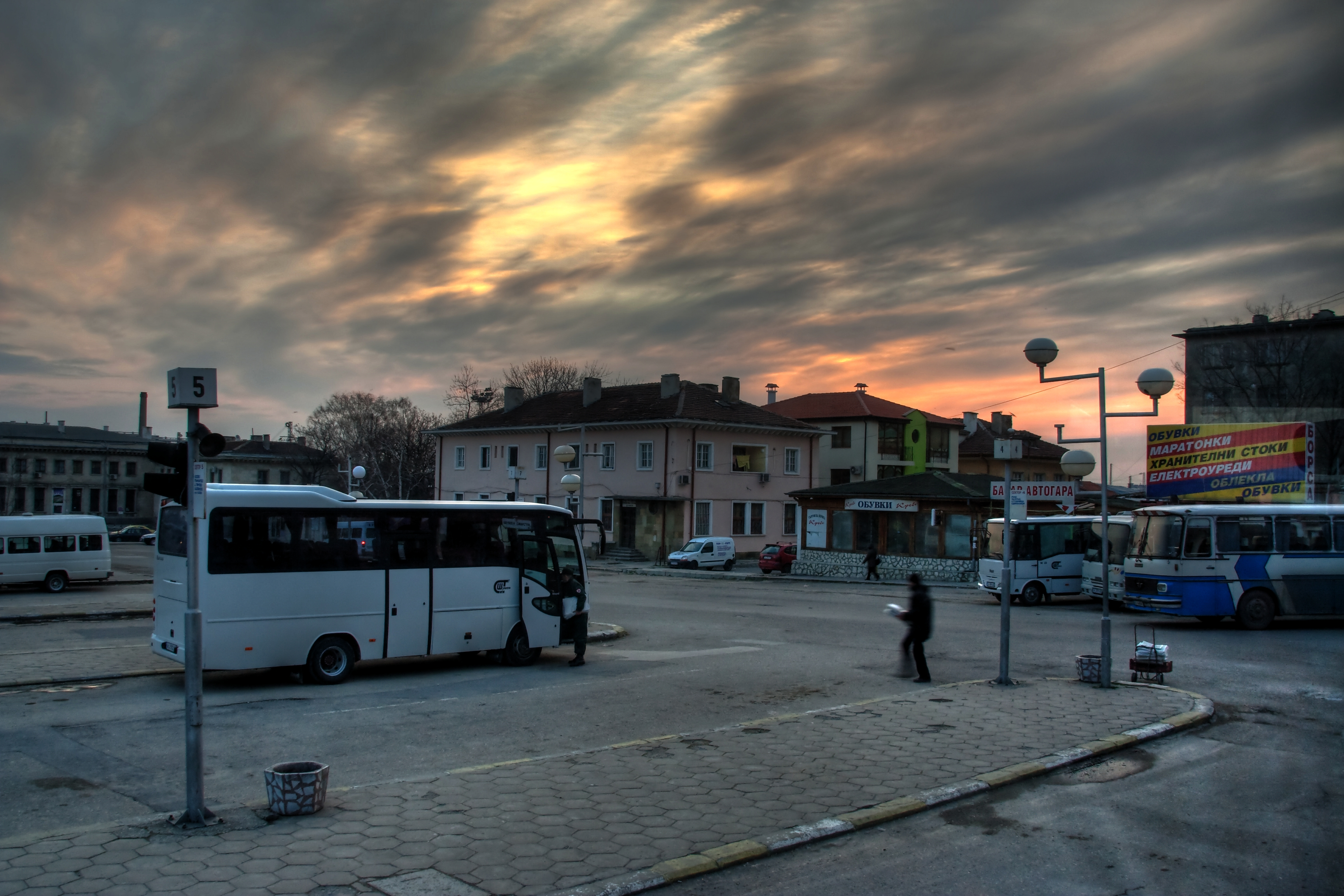
Le ciel près de la station de bus.
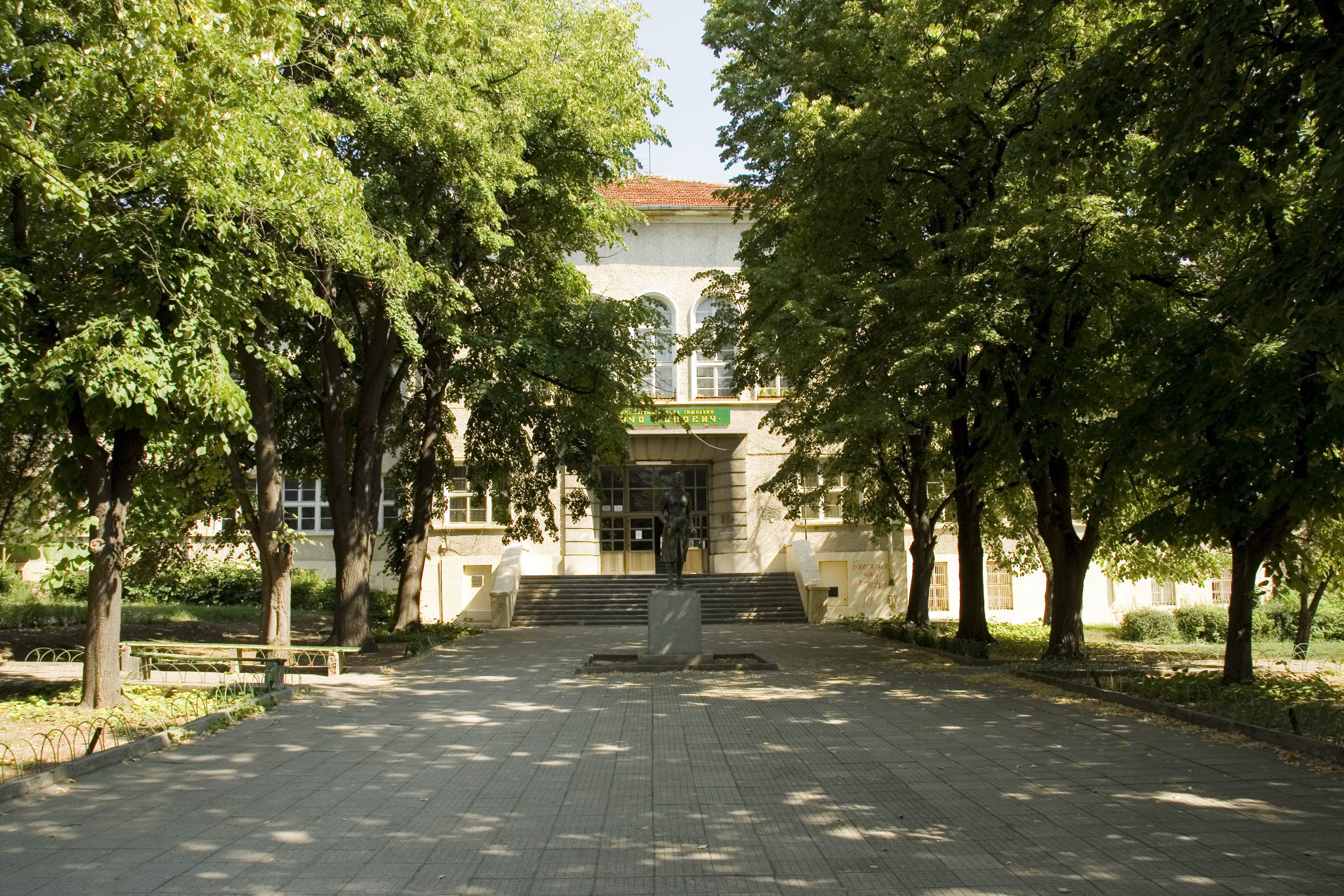
Lycée « Nancho Popovich » (1828), l'un des plus anciens de Bulgarie.
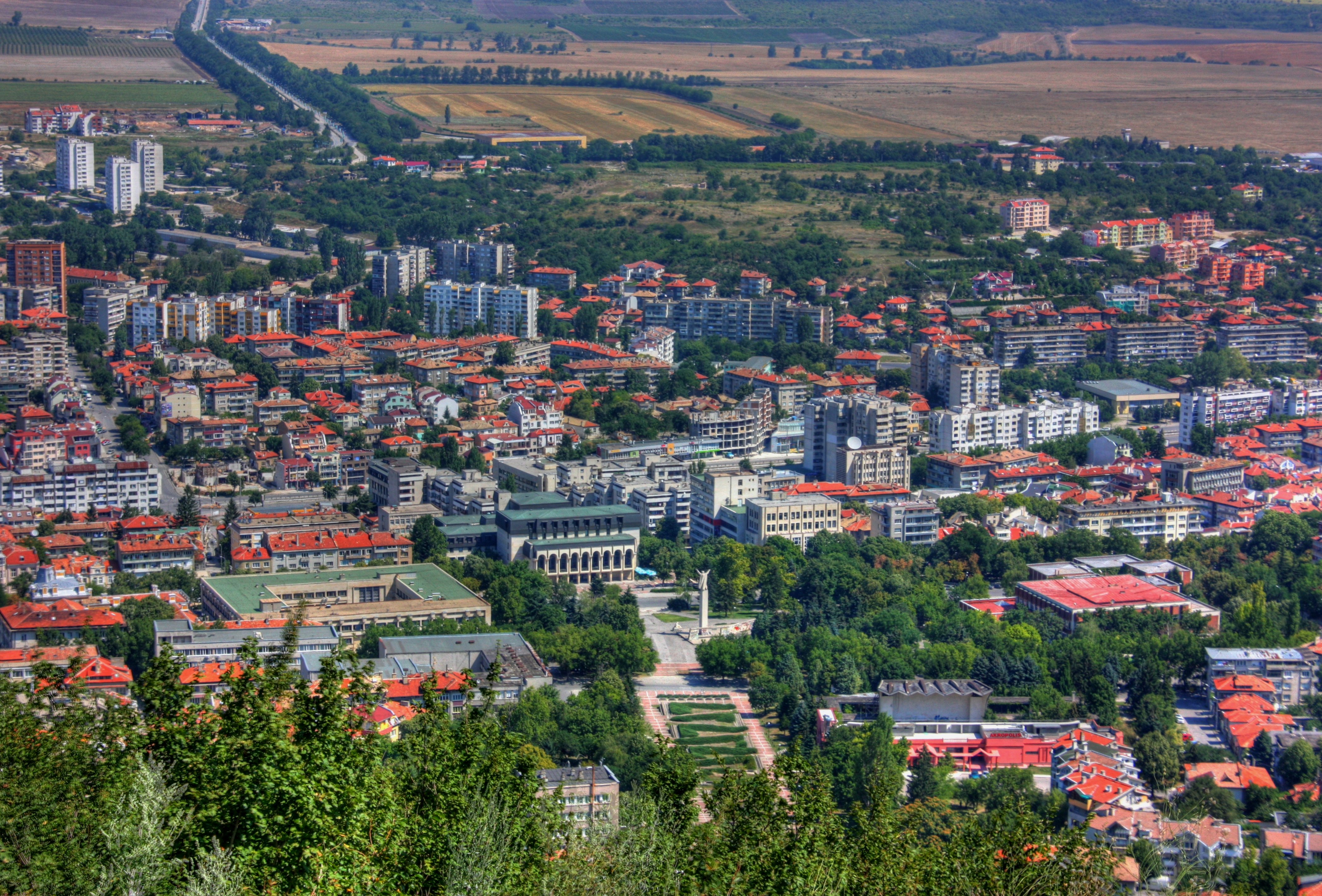
La ville vue des toits.
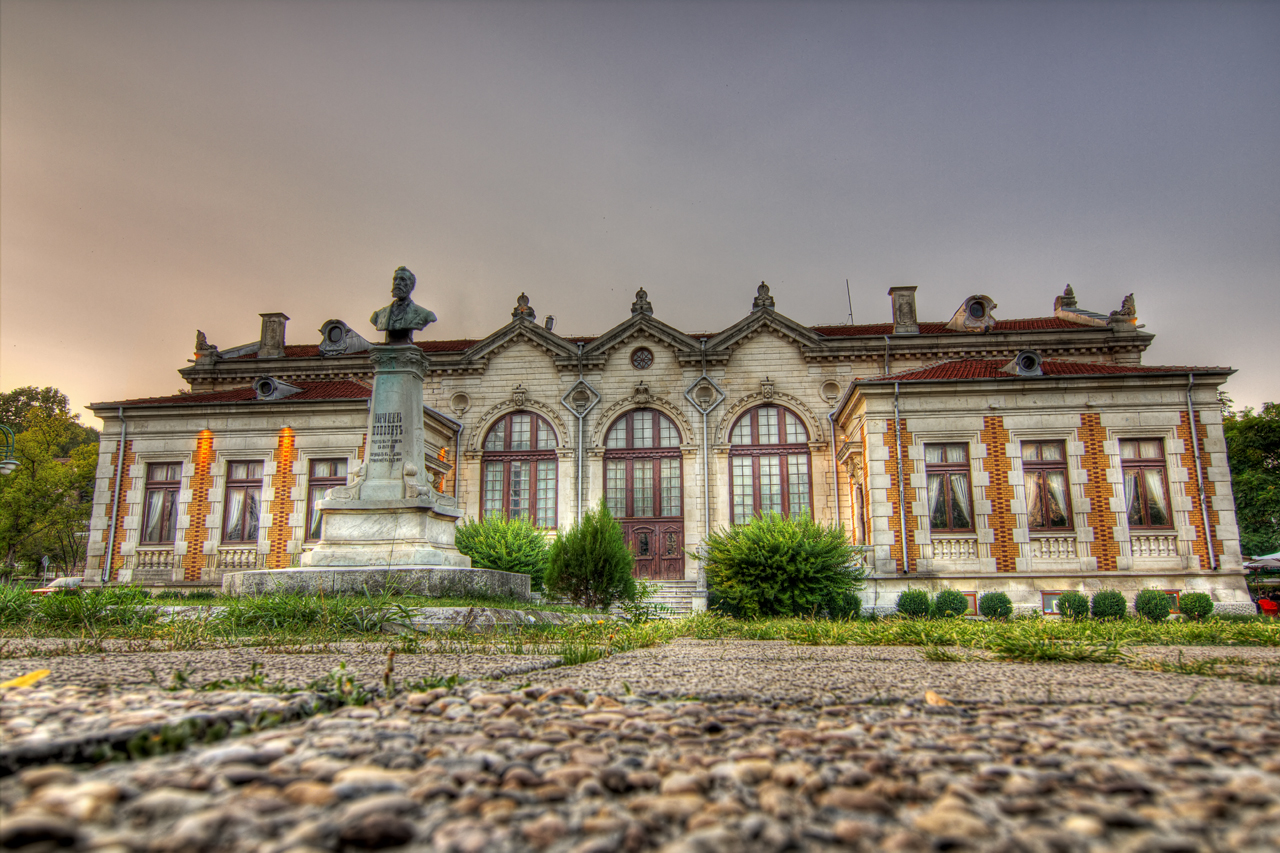
Tchitalichté « Dobri Voynikov ».
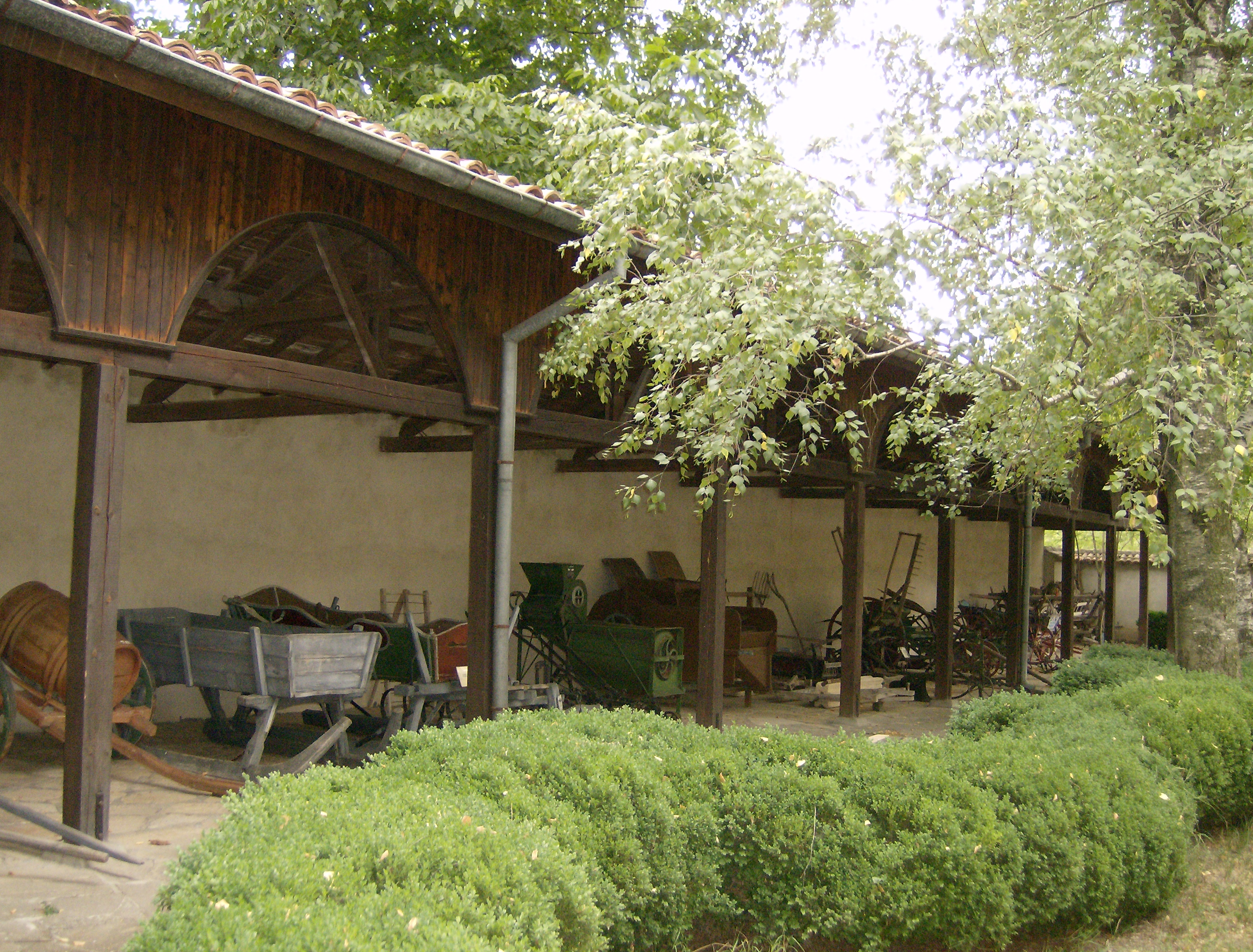
Musée des chevaux à Kabiuk.